# Tiruchirappalli (district)
Tiruchirappalli is een district van de Indiase staat Tamil Nadu. Het district telt 2.388.831 inwoners (2001) en heeft een oppervlakte van 4407 km².
Tiruchirappalli werd gesticht in 1956, als een van de 13 districten van de toenmalige deelstaat Madras. Delen van het huidige Pudukkottai behoorden tot 1974 ook tot het gebied. In 1995 kromp het district aanzienlijk toen het westelijke gedeelte (het huidige district Karur) en het noordoostelijke gedeelte (het huidige district Perambalur) werden afgesplitst.
Hoofdstad: Chennai
Districten: Ariyalur · Chengalpattu · Chennai · Coimbatore · Cuddalore · Dharmapuri · Dindigul · Erode · Kallakurichi · Kanchipuram · Kanyakumari · Karur · Krishnagiri · Madurai · Mayiladuthurai · Nagapattinam · Namakkal · Nilgiris · Perambalur · Pudukkottai · Ramanathapuram · Ranipet · Salem · Sivaganga · Tenkasi · Thanjavur · Theni · Thoothukudi · Tiruchirappalli · Tirunelveli · Tirupattur · Tirupur · Tiruvallur · Tiruvannamalai · Tiruvarur · Vellore · Viluppuram · Virudhunagar